# Биш, Диана
Диана Биш (англ. Diane Bish; род. 25 мая 1941, Уичито, штат Канзас) — американская органистка и телеведущая.

## Биография
Училась у Милдред Эндрюс в Университете Оклахомы, затем в Париже у Нади Буланже и Мари-Клер Ален и в Амстердаме у Густава Леонхардта. На протяжении более чем 20 лет была органисткой пресвитерианской церкви Корал-Ридж в Форт-Лодердейле. Известность к Биш пришла, однако, прежде всего благодаря её телевизионному проекту — еженедельной программе «Радость музыки» (англ. The Joy of Music), на протяжении более 25 лет производимой каналом PBS (записано около 500 выпусков). В каждом выпуске Биш, одна или вместе с другими музыкантами, выступает на разных органах со всех концов мира.
Книга о Диане Биш, выпущенная в 1993 году Уорреном Вудраффом, называет её «первой леди органа» (англ. Diane Bish: First Lady of the Organ).